# عاد فان دن هوك
عاد فان دن هوك (بالهولندية: Aad van den Hoek)‏ ولد بتاريخ 14 أكتوبر 1951 في هولندا، هو دراج هولندي سابق في صنف سباق الدراجات على الطريق. سبق أن شارك في دورة الألعاب الأولمبية الصيفية.

## سجل النتائج

### سباقات أو مراحل فاز بها
- بطولة العالم لسباق الدراجات على الطريق

## روابط خارجية
- عاد فان دن هوك على موقع أرشيف الدراجات (الإنجليزية)
- عاد فان دن هوك على موقع إحصائيات الدراجات الإحترافية (الإنجليزية)
- عاد فان دن هوك على موقع CycleBase (الإنجليزية)
- عاد فان دن هوك على موقع أوليمبيديا (الإنجليزية)